# Femmes amoureuses (série télévisée)
Femmes amoureuses (Mulheres Apaixonadas) est une telenovela brésilienne diffusée en 2003 par Rede Globo.

## Synopsis
Le personnage principal est Helena, une femme qui décide de vivre une nouvelle passion après 15 ans de mariage. Elle a une vie stable avec le musicien Téo, plus le mariage est entré dans une routine qu'elle ne peut plus supporter. Les deux ont un fils adoptif, Lucas, et Helena est le directeur d'un lycée à Rio de Janeiro, l'école Ribeiro Alves (ERA), qui appartient à son mari et belle-sœur, Lorena. Téo a un groupe, où il joue du saxophone, et est aussi le père de Luciana, la fille du crooner Pérola, avec qui il a des liens dans le passé et qui est maintenant mariée au musicien Ataulfo. Pérola et Ataulfo ont un autre fils, Jairo, et jouent dans le groupe de Téo. Les familles ont une excellente relation.

## Distribution
| Acteur                | Rôle                                   |
| --------------------- | -------------------------------------- |
| Christiane Torloni    | Helena Moraes Ribeiro Alves            |
| José Mayer            | César Andrade de Melo                  |
| Tony Ramos            | Téo (Teófilo Ribeiro Alves)            |
| Giulia Gam            | Heloísa Moraes Vasconcelos             |
| Marcello Antony       | Sérgio Vasconcellos                    |
| Maria Padilha         | Hilda Moraes Sampaio Vianna            |
| Susana Vieira         | Lorena Ribeiro Alves                   |
| Helena Ranaldi        | Raquel de Almeida Trindade             |
| Dan Stulbach          | Marcos Soares Mendonça                 |
| Regiane Alves         | Dóris de Souza Duarte                  |
| Camila Pitanga        | Luciana Rodrigues Ribeiro Alves        |
| Rodrigo Santoro       | Diogo Ribeiro Alves Nogueira           |
| Paloma Duarte         | Marina Ferreira Lobo                   |
| Lavínia Vlasak        | Estela de Azevedo Franco               |
| Carolina Dieckmann    | Edwiges Batista Moretti                |
| Vanessa Gerbelli      | Fernanda Machado                       |
| Erik Marmo            | Cláudio Gonzaga Moretti                |
| Natália do Vale       | Silvia Ferreira Lobo                   |
| Vera Holtz            | Santana Gurgel                         |
| Bruna Marquezine      | Salete Machado                         |
| Carolina Kasting      | Laura Medeiros                         |
| Marcos Caruso         | Carlão (Carlos de Souza Duarte)        |
| Cláudio Marzo         | Rafael Nogueira                        |
| Pedro Furtado         | Fred (Frederico Lisboa)                |
| Nicola Siri           | Padre Pedro de La Vecchia              |
| Leonardo Miggiorin    | Rodrigo Andrade de Melo                |
| Pitty Webbo           | Marcinha (Márcia Andrade de Melo)      |
| Júlia Almeida         | Vidinha (Vida Ribeiro Alves Nogueira)  |
| Alinne Moraes         | Clara Rezende                          |
| Paula Picarelli       | Rafaela Godoy                          |
| Ana Roberta Gualda    | Paulinha (Paula Arruda)                |
| Oswaldo Louzada       | Leopoldo Duarte                        |
| Carmem Silva          | Flora de Souza Duarte                  |
| Martha Mellinger      | Irene de Souza Duarte                  |
| Eduardo Lago          | Leandro Sampaio Vianna                 |
| Rafael Calomeni       | Expedito Batista                       |
| Carol Castro          | Gracinha (Maria da Graça Pereira)      |
| Daniel Zettel         | Carlinhos (Carlos de Souza Duarte Jr.) |
| Regina Braga          | Ana Batista                            |
| Umberto Magnani       | Argemiro Batista                       |
| Manoelita Lustosa     | Inês Oliveira Machado                  |
| Tião D'Ávila          | Oswaldo Arruda                         |
| Walderez de Barros    | Alzira                                 |
| Victor Cugula         | Lucas Ribeiro Alves                    |
| Elisa Lucinda         | Pérola (Rita de Cássia Rodrigues)      |
| Paulo Figueiredo      | Afrânio Ferreira Lobo                  |
| Serafim Gonzalez      | Onofre Moretti                         |
| Marly Bueno           | Marta Gonzaga Moretti                  |
| Xuxa Lopes            | Leila                                  |
| Giselle Policarpo     | Elisa Sampaio Vianna                   |
| Sônia Guedes          | Matilde Andrade de Melo                |
| Paulo Coronato        | Caetano Garcia                         |
| Guilhermina Guinle    | Rosinha (Rosa Garcia)                  |
| Renata Pitanga        | Shirley                                |
| Cristina Fagundes     | Wilma                                  |
| Joana Medeiros        | Eleonora Lisboa                        |
| Arlete Heringer       | Yvone Barros                           |
| Laura Lustosa         | Margareth Rezende                      |
| Roberto Frota         | Lobato                                 |
| Lica Oliveira         | Adelaide                               |
| Waldir Gozzi          | Luigi                                  |
| Laércio de Freitas    | Ataulfo                                |
| Sylvio Meanda         | Eugênio                                |
| Tila Teixeira         | Tereza                                 |
| Caco Baresi           | Orlando Pereira                        |
| Sheila Mattos         | Celeste Pereira                        |
| André Bicudo          | Lacerda                                |
| Priscila Dias         | Sônia Galvão                           |
| Wilson Cardozo        | Jeremias Galvão                        |
| David Herman          | Roberto Rezende                        |
| Roberta Rodrigues     | Zilda                                  |
| Fabiana Karla         | Célia                                  |
| Marise Gonçalves      | Cândida                                |
| Luciele di Camargo    | Dirce                                  |
| Andréa Bassit         | Marli                                  |
| Eduardo Estrela       | Amadeu                                 |
| Maria Clara Gueiros   | Cecília                                |
| Christiane Alves      | Natália                                |
| Idelcéia Santos       | Maria                                  |
| Frederico Lessa       | Antônio                                |
| Luca Bianchi          | Alcides                                |
| Alessandra Colassanti | Rebeca                                 |
| Guilherme Caillaux    | Reizinho                               |
| Lucas Margutti        | Railson                                |
| Luciana Rigueira      | Odete                                  |
| Diego Gonçalves       | Jairo                                  |